# Großsteingrab Tatschow
Das Großsteingrab Tatschow war eine megalithische Grabanlage der jungsteinzeitlichen Trichterbecherkultur bei Tatschow, einem Ortsteil von Schwaan im Landkreis Rostock (Mecklenburg-Vorpommern). Es wurde 1833 zerstört. Der genaue Standort ist nicht überliefert. Auch über Ausrichtung, Maße und Grabtyp liegen keine Angaben vor. Bei der Zerstörung wurden geglühte Feuersteine beobachtet, die wohl zum Bodenpflaster gehörten.
Das Grab enthielt zahlreiche Beigaben. Geborgen wurden drei Keramikgefäße (eine mit Winkelreihen und Strichgruppen verzierte Zylinderhalsschale, ein großes verziertes und ein kleines unverziertes Gefäß), ein Feuerstein-Beil, drei Hohlbeile, zwei Schmalmeißel, das Fragment eines dicknackigen Beiles (von Robert Beltz irrtümlich als weiterer Schmalmeißel gedeutet), drei Feuerstein-Klingen sowie eine Axt aus einer Nachbestattung der endneolithischen Einzelgrabkultur. Das große verzierte und das kleine unverzierte Gefäß, ein Beil und die drei Klingen sind nicht erhalten. Die übrigen Gegenstände befinden sich heute in der Sammlung des Archäologischen Landesmuseums Mecklenburg-Vorpommern in Schwerin.